# Saringasattacken i Tokyo
Saringasattacken mot Tokyos tunnelbana, oftast kallad för tunnelbanesarinincidenten (地下鉄サリン事件 chikatetsu sarin jiken?) i Japan, var en terroristattack, förövad av medlemmar av Aum Shinrikyo den 20 mars 1995.
Tio personer var direkt inblandade i attacken; fem personer som släppte ut gas och fem chaufförer. På fem olika tåg av Tokyos tunnelbana släpptes saringas, vilket dödade tretton personer och skadade omkring 1 100. Skälet till att inte fler avled berodde på att man inte lyckats rena saringasen ordentligt innan man utförde dådet, vilket inte gjorde den lika verksam. Gasen ska även ha luktat illa och flera av passagerna reagerade på doften. Attacken var riktad mot tåg som passerade genom Kasumigaseki och Nagatacho, områdena där den japanska regeringen har sitt säte. Det var den allvarligaste attacken i Japan sedan andra världskriget.
Aum Shinrikyo har även gjort sig skyldiga till andra brott såsom mord och även en mindre saringasattack 1994. Totalt 189 Aum Shinrikyo-medlemmar har ställts inför rätta för brott. Rättsprocessen var färdig i november 2011 och alla utom en blev dömda, varav 13 till dödsstraff (däribland ledaren Shoko Asahara), fem till livstids fängelse och ytterligare 80 till tidsbestämda fängelsestraff.